# KV Mechelen
Yellow Red Koninklijke Voetbalclub Mechelen este un club de fotbal din Mechelen, Belgia, care evoluează în Prima Ligă. Echipa susține meciurile de acasă pe stadionul Veolia Stadium Achter de Kazerne cu o capacitate de 13.123 de locuri.

## Lotul actual
| Nr. |                       | Poziție | Jucător              |
| --- | --------------------- | ------- | -------------------- |
| 1   | Belgia                | P       | Jean-François Gillet |
| 2   | Belgia                | F       | Laurens Paulussen    |
| 3   | Muntenegru            | F       | Vladimir Volkov      |
| 4   | Belgia                | F       | Seth de Witte        |
| 6   | Algeria               | F       | Mourad Satli         |
| 7   | Belgia                | M       | Tim Matthys          |
| 8   | Costa Rica            | M       | Randall Leal         |
| 9   | Serbia                | A       | Dalibor Veselinović  |
| 10  | Polonia               | M       | Rafal Wolski         |
| 11  | Belgia                | M       | Mats Rits            |
| 12  | Belgia                | M       | Steven De Petter     |
| 15  | Bosnia și Herțegovina | F       | Edin Cocalić         |
| 17  | Belgia                | A       | Jens Naessens        |
| 18  | Belgia                | F       | Alexander Corryn     |
| 19  | Belgia                | M       | Cedric Mingiedi      |
| 20  | Belgia                | M       | Joachim Van Damme    |

| Nr. |               | Poziție | Jucător            |
| --- | ------------- | ------- | ------------------ |
| 21  | Belgia        | M       | Miguel Mees        |
| 22  | Belgia        | A       | Lionel Makondi     |
| 26  | Țările de Jos | A       | Stevy Okitokandjo  |
| 27  | Belgia        | A       | Jordy Peffer       |
| 28  | Belgia        | P       | Anthony Swolfs     |
| 30  | Belgia        | A       | Jordi Vanlerberghe |
| 31  | Belgia        | F       | Yan De Maeyer      |
| 32  | Belgia        | P       | Colin Coosemans    |
| 33  | Serbia        | F       | Miloš Kosanović    |
| 34  | Belgia        | M       | Mohamed Zeroual    |
| 44  | Belgia        | M       | Ibrahima Cissé     |
| 49  | Luxemburg     | P       | Anthony Moris      |
| 77  | Belgia        | M       | Glenn Claes        |
| 94  | Algeria       | M       | Sofiane Hanni      |
| 99  | Franța        | A       | Nicolas Verdier    |
|     | Taiwan        | F       | Xavier Chen        |